# Herbert Grönemeyer
Herbert Arthur Wiglev Clamor Grönemeyer (Gottinga, 12 aprile 1956) è un cantautore, musicista e attore tedesco.
Considerato in Germania uno dei più popolari musicisti della nazione, dal 1984 tutti i suoi album si sono posizionati al primo posto delle classifiche musicali tedesche. Il suo album del 1984 4630 Bochum è il terzo album più venduto di sempre in Germania, mentre Mensch del 2002 è addirittura il primo. Ha venduto oltre 13 milioni di copie con 14 album in studio.

## Biografia

### Infanzia e adolescenza (1956 - 1973)
Herbert Grönemeyer è nato a Gottinga ed è il più giovane di una famiglia composta da genitori e due fratelli, Dietrich e Wilhelm. Quando Herbert ha 4 mesi la famiglia si trasferisce a Bochum, città che Herbert considererà sempre suo luogo natio. Grazie alla sua famiglia, da parte di madre, Herbert poté venire a contatto con la musica e iniziò a prendere, come già suo fratello aveva fatto precedentemente, lezioni di pianoforte. A posteriori, racconta la sua educazione nel modo seguente: "Penso di essere cresciuto fra amore, passione per la musica e discreto rigore".
A Bochum egli frequentò anche il liceo classico (Gymnasium am Ostring) e s'impegnò, fra le altre cose, nel coro della scuola. A scuola conobbe anche quello che diventò il famoso pianista Claude-Oliver Rudolph che rimase il suo migliore amico e consigliere durante la sua infanzia. Insieme a Claude-Oliver Rudolph si procurò presso il teatro di Bochum (Schauspielhaus Bochum) i suoi primi guadagni come pianista - il suo amico lavorava come attore. Importante fu anche un gruppo di Wattenscheid, nelle cui prove lui investì molto del suo tempo. Oltre alla musica, Herbert s'interessò molto soprattutto al calcio per cui divenne socio della società calcistica Victoria Bochum. Dopo la maturità, nel 1975, iniziò gli studi universitari in musica e giurisprudenza.

### Inizi della carriera (1974 - 1983)
Grönemeyer venne per la prima volta in contatto con la vita teatrale come interprete del cantante della Bo-Band al Teatro di Bochum. Successivamente lavorò lì come maestro concertista e nel 1974 preparò le sue prime composizioni. La sua rivelazione come attore la si deve a Joachim Preen, che lo portò in scena per la prima volta con il pezzo John, George, Paul, Ringo e Bert di William Martin Russel.
"Non sono mai stato un grande attore" e "Nei ruoli di Shakespeare ero sempre lo stupido amante e il più imbranato che se ne va in giro", così giudica se stesso a proposito dei suoi tentativi a teatro. Nel 1976 diventò direttore musicale del teatro di Bochum e interpretò gli altri ruoli teatrali come Till Uhlenspiegel, nella parte del Conte Orlowsky in Die Fledermaus e nella parte di Melchior in Frühlings Erwachen di Frank Wedekinds. Qui lavorò anche con Peter Zadek e la coreografa Pina Bausch.
Anche se Grönemeyer non frequentò mai una scuola di recitazione, iniziò ad apparire in alcuni telefilm, per poi approdare al grande schermo. La carriera come attore venne accelerata nel 1977 con il ruolo nel film Die Geisel (L'ostaggio). Nel 1978, durante le riprese del telefilm Uns reicht das nicht (A noi non basta) per la Fernsehfilm, Herbert Grönemeyer conobbe l'attrice Anna Henkel, sua futura moglie. Così egli la ricorda: "Lei veniva da Amburgo ed era una persona estremamente orgogliosa. Non si era veramente mai lamentata sul lavoro, ma aveva sempre cercato di vivere in modo preciso e uno per uno i momenti e la fortuna". Nello stesso anno viene pubblicato il suo primo disco con il gruppo jazz-rock Ocean, con Herbert in qualità di cantante della Ocean Orchestra.
Nel 1979 Herbert divenne noto al grande pubblico come interprete televisivo in Daheim unter Fremden (A casa degli stranieri). Nello stesso anno lavorò alcuni mesi sotto la direzione del regista Claus Peymann come direttore musicale al teatro Württembergischen Staatstheater di Stoccarda, recitò la parte di Lorenzo nel Der Kaufmann von Venedig (Il mercante di Venezia) al teatro Schauspielhaus Köln (Colonia) e debuttò come solista nel suo Grönemeyer. L'album ottenne il Goldene Zitrone (Limone d'oro) per la più brutta cover dell'anno. Nel 1981 uscì Zwo il secondo album di Grönemeyer. Entrambi gli album non riscossero alcun successo commerciale.
Nel 1981 Grönemeyer comparve nel film U-Boot 96 di Wolfgang Petersen (dal romanzo di Lothar-Günther Buchheim), al fianco di colleghi come Jürgen Prochnow, Klaus Wennemann, Martin Semmelrogge, Jan Fedder, Heinz Hoenig e Uwe Ochsenknecht, nel ruolo del sottotenente Werner. Parallelamente Grönemeyer affermò il suo stile: "Io affermo che sono un cantante, non faccio viaggi poetici o cose del genere" e "Sono un cantante e cerco per così dire di modellare e maltrattare la lingua così che essa mi si adatti, essendo un cantante, come uno strumento", replicò. Impulsi decisivi vennero soprattutto dal Neuen Deutschen Welle e Herbert Grönemeyer rimarcò: "Questo mi ha dato il coraggio di rimanere sui miei passi: eccomi qua, io canto così, questo è il mio disco".
Per la coproduzione tedesca del film di Peter Schamoni Frühlingssinfonie in cui egli interpretò il ruolo di Robert Schumann a fianco di Nastassja Kinski (Clara Wieck) e Rolf Hoppe (Friedrich Wieck), visse metà dell'anno 1982 nella DDR. Si concentrò sempre di più sulla sua musica. Per l'album successivo scrisse Anna e Musik nur, wenn sie laut ist. Il suo classico Currywurst si formava col tempo, con la molla di Diether Krebs, Jürgen Triebel e Horst-Herbert Krause. Andò in tournée, ma numerosi concerti dovettero essere annullati per mancanza d'interesse da parte del pubblico. Gli album nati dalla collaborazione con Otto Draeger e Edo Zanki furono commercialmente così privi di successo che la Intercord Ton GmbH, dopo la pubblicazione nel 1983 dell'album Gemischte Gefühle, sciolse il contratto.

### Successo musicale con4630 Bochum(1984 1991)
Dopo il cambio alla EMI, egli raggiunse il successo musicale nel 1984 con l'album 4630 Bochum. Sulle origini dell'album afferma Grönemeyer: "Io volevo fondare una band, i miei musicisti non volevano fondare una band con me! Loro trovavano il tutto troppo rischioso e non così interessante. Allora io ho fatto Bochum tutto da solo." L'album rimase 79 settimane nella Top ten della Hitparade. Mentre in tutto il mondo Thriller di Michael Jackson era nominato l'album di maggior successo dell'anno, questo titolo in Germania veniva conferito nel 1984 a Bochum. Soprattutto il singolo Männer (Uomini) rese l'artista famoso in tutta la Germania.
Nel 1985 Grönemeyer recitò a fianco di Julie Christie, Burt Lancaster e Bruno Ganz in Padri e figli del regista Bernard Sinkel per la Deutz-Film. Nel 1986, con l'album Sprünge (Salti), prese per la prima volta una posizione politica. I titoli Tanzen (Ballare) e Lächeln (Sorridere) sono commenti alla posizione della nazione e attaccano la coalizione di governo CDU-FDP e l'allora cancelliere Helmut Kohl.
All'Anti-WAAhnsinns-Festival a Wackersdorf, Grönemeyer suonò davanti a oltre 100.000 spettatori. Al notevole successo dell'album Ö del 1988 contribuirono soprattutto i titoli Halt mich (Tienimi stretto), Vollmond (Luna piena) e Was soll das (Cosa significa). Contemporaneamente furono pubblicati in lingua inglese i maggiori successi di Grönemeyer in What's All This. La title track dell'album arrivò in Canada nelle classifiche dei singoli. A questo fece seguito una tournée in Canada.
Per la colonna sonora del telefilm Sommer in Lesmona (Estate a Lesmona) Grönemeyer venne premiato con il premio Adolf-Grimme. Dopo la caduta del muro di Berlino egli pubblicò Luxus, un disco con cui esternò lo stato d'animo suo e della società nella Germania dell'Est e dell'Ovest. Egli stesso ritiene questo disco il più noioso dal punto di vista musicale. La versione in lingua inglese dell'album Luxus uscì nel 1991 in Canada; essa contiene anche una versione in francese della canzone Marie.

### Nuovi percorsi (1993 - 2007)
Il 20 gennaio 1993 Grönemeyer sposa la sua compagna di vita Anna Henkel, con la quale ha già avuto due figli, Felix (4 maggio 1987) e Marie (31 luglio 1989). Nello stesso anno esce l'album Chaos, che dovrebbe dare l'impressione di essere più ruvido e duro del precedente album Luxus. In effetti egli lascia dietro di sé il "vecchio" Grönemeyer e si guadagna con quest'album il primo posto della Hit Parade tedesca. Il relativo tour vede nei mesi successivi oltre 600.000 persone.
Nel 1994 l'emittente musicale MTV invita Grönemeyer come primo artista non di lingua inglese nella trasmissione MTV Unplugged. Il concerto si svolge il 15 maggio dello stesso anno negli studi Babelsberger.
All'inizio del 1998 si trasferisce con la sua famiglia a Londra, dove egli da allora trascorre la maggior parte dell'anno. Lì ha il proprio studio nei Mayfair Studios, dove continua a produrre in lingua tedesca.
Il 21 aprile 1998 Grönemeyer pubblica l'album Bleibt alles anders (Rimane tutto diverso). In meno di quattro settimane raggiunge il disco di platino in Germania. Alla prima parte della tournée partecipano circa 350.000 fan. Con la morte di suo fratello Wilhelm il 3 novembre 1998 e di sua moglie Anna il 5 novembre 1998 Grönemeyer riceve due duri colpi. Necessita di oltre un anno per rimettersi in attività dal punto di vista artistico.
Nel 2000 Grönemeyer suona due concerti all'Expo di Hannover con 80 membri dell'orchestra. Da qui farà uscire successivamente il doppio DVD Stand der Dinge (Lo stato delle cose).
Nell'agosto 2002 pubblica l'album Mensch (Umano), la terza parte della Trilogia Chaos - Bleibt alles anders - Mensch. L'album fu premiato col disco di platino ancora prima della pubblicazione per via delle prenotazioni, guadagnò in tutto dieci dischi di platino, raggiunse la posizione numero 1 nelle classifiche tedesche sia per il singolo che per l'album. Il singolo Mensch fu la canzone di maggior successo di Grönemeyer, con la quale egli - per la prima volta nella sua lunga carriera - raggiunse la posizione più alta nelle classifiche tedesche dei singoli. Mensch è diventato l'album musicale più venduto di sempre in Germania, con oltre 3 milioni di copie acquistate.
Dal 2002 Herbert Grönemeyer girò tutta la Germania con la sua tournée Alles Gute von gestern bis Mensch (Tutto bene da ieri fino a Mensch). L'8 luglio 2003 la sua tournée dovette concludersi a Montreux (Svizzera). Fino ad allora 1,5 milioni di spettatori aveva partecipato ai concerti. A causa del grande successo il tour venne allungato nel giugno 2004 e si concluse, dopo due anni, l'8 gennaio, con un concerto di tre ore e mezzo, in occasione della cerimonia di apertura dello stadio LTU arena di Düsseldorf. Nel 2003 pubblicò il Live-DVD e si guadagnò il primo posto della Hit Parade tedesca.
Il 7 aprile 2006 il singolo di Grönemeyer Zeit, dass sich was dreht venne annunciato e il 19 maggio 2006 arrivò in commercio. Si tratta della canzone inno ufficiale in occasione del Campionato mondiale di calcio, che canta insieme al duo proveniente dal Mali Amadou & Mariam. Il titolo in versione inglese è Celebrate the Day, la versione francese si chiama Fetez cette journée. Il 9 giugno 2006, in occasione dell'apertura ufficiale dei campionati mondiali di calcio 2006 allo stadio Allianz Arena, Herbert Grönemeyer presenta la canzone. Pochi giorni dopo il singolo raggiunge la cima delle classifiche e porta a Herbert Grönemeyer la seconda hit n. 1 della sua carriera. Il 14 ottobre 2006 sottoscrive una domanda di ammissione presso la società calcistica VfL Bochum e riceve in ricordo dell'inno di successo 4630 Bochum, il numero di socio 4630.
La canzone Lied 1 - Stück vom Himmel (Canzone 1 - Pezzo dal cielo), pubblicata il 2 febbraio 2007, raggiunge il 13 febbraio il primo posto della classifica dei singoli ed è per Grönemeyers la terza hit n. 1. Il 2 marzo 2007 esce l'album 12 seguito da un tour negli stadi nei paesi di lingua tedesca. Concerti più piccoli vennero tenuti in settembre ad Amsterdam, Monaco di Baviera, Dresda e alla Royal Albert Hall di Londra.
Nel gennaio 2010, Grönemeyer eseguì l'inno Komm zur Ruhr (Vieni nella Ruhr) nella cerimonia di apertura di "RUHR.2010", essendo la città di Essen la Capitale Europea della Cultura 2010.
Il tour del suo album del 2011, chiamato Schiffsverkehr (Traffico marittimo), ebbe un pubblico di 550.000.
I Walk, il debutto in inglese negli USA per Grönemeyer, uscì nel 2012, seguito da un tour in USA e Canada nel 2013. L'album ha come ospiti Bono degli U2, Antony Hegarty di Antony and The Johnsons, e il chitarrista James Dean Bradfield dei Manic Street Preachers.
L'album di Grönemeyer del 2014 Dauernd Jetzt (Stabile ora) vinse il premio Goldene Kamera per il migliore album in lingua tedesca del 2014, e Grönemeyer ricevette il premio per migliore musica nazionale. Nel marzo 2015, Grönemeyer ha vinto con questo album anche un premio Echo.

### Impegni sociali

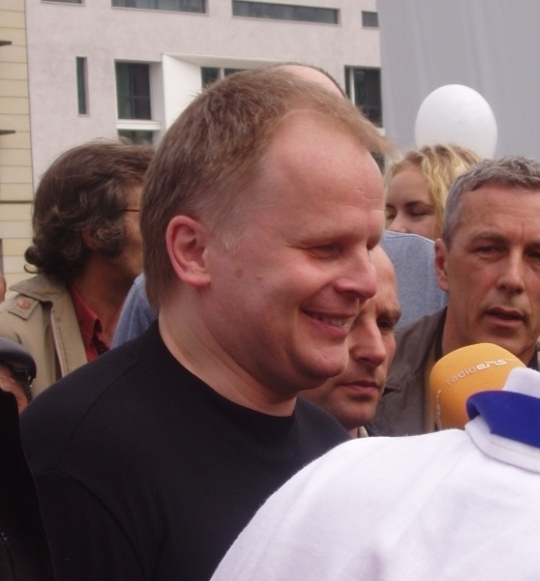
Herbert Grönemeyer intervistato al 1º White Band Day di Berlino

Grönemeyer è socialmente impegnato. Già nel 1985 ha iniziato il progetto Band für Afrika. Si tratta, similmente alla Band Aid, di un progetto comune fra diversi artisti per la raccolta di fondi per l'Africa. Il singolo Nackt im Wind (Nudo nel vento) ha raggiunto nel 1985 il 3º posto della classifica tedesca.
Attualmente Grönemeyer è presidente dell'associazione Deine Stimme gegen Armut (La tua voce contro la povertà), versione tedesca dell'iniziativa di Bob Geldof Make Poverty History. Dal 2005 egli sostiene finanziariamente l'iniziativa, tramite il Governo federale. Si deve ricordare che la Germania, come tutti gli altri stati appartenenti alle Nazioni Unite, si è impegnata a fare tutto il possibile per dimezzare entro il 2015 in tutto il mondo le situazioni di estrema povertà. Egli s'impegna attivamente per la cancellazione del debito dei paesi più poveri dell'Africa. Il 2 luglio 2005, il cosiddetto White Band Day, Grönemeyer si è esibito a Berlino con artisti tedeschi ed internazionali, allo stesso tempo con star mondiali, in nuovi e diversi concerti intorno al mondo.
Il 10 ottobre 2005 Grönemeyer è stato nominato dalla prestigiosa rivista Time Time European Hero 2005 (Eroe europeo del Time 2005), insieme a personaggi tra i quali Bob Geldof e Pedro Almodóvar, per il suo lavoro umanitario.

### L'etichetta "Grönland Records"
Grönemeyer ha partecipato attivamente alla serie televisiva Pop 2000, che racconta la storia di 50 anni di musica pop e cultura giovanile in Germania. Nell'ambito di questo lavoro ha fondato l'etichetta discografica Grönland Records che gestisce insieme a Rene Renner. La Grönland Records offre ai propri e ad altri artisti la possibilità di aderire alla casa editrice privata Polar Bear Publishing.

## Filmografia

### Attore
- 1976: Die Geisel, di Peter Zadek
- 1978: Von Tag zu Tag, di Ulrich Stein
- 1978: Uns reicht das nicht, di Jürgen Flimm
- 1979: Daheim unter Fremden, di Peter Keglevic
- 1981: U-Boot 96 (Das Boot), di Wolfgang Petersen
- 1982: Doktor Faustus, di Franz Seitz
- 1982: Frühlingssinfonie, di Peter Schamoni
- 1984: Die ewigen Gefühle, di Peter Beauvais
- 1985: Padri e figli (Väter und Söhne), serie TV di Bernhard Sinkel
- 2007: Control, di Anton Corbijn
- 2014: La spia - A Most Wanted Man (A Most Wanted Man), di Anton Corbijn

### Musicista
- 2010: The American (Regia: Anton Corbijn, colonna sonora di Herbert Grönemeyer)
- 2014: La spia - A Most Wanted Man (Regia: Anton Corbijn, colonna sonora di Herbert Grönemeyer)

## Doppiatori italiani
- Loris Loddi in U-Boot 96
- Saverio Indrio in La spia - A Most Wanted Man
- Vittorio De Angelis in U-Boot 96 (ridoppiaggio)

## Discografia

### Album

#### Album in tedesco

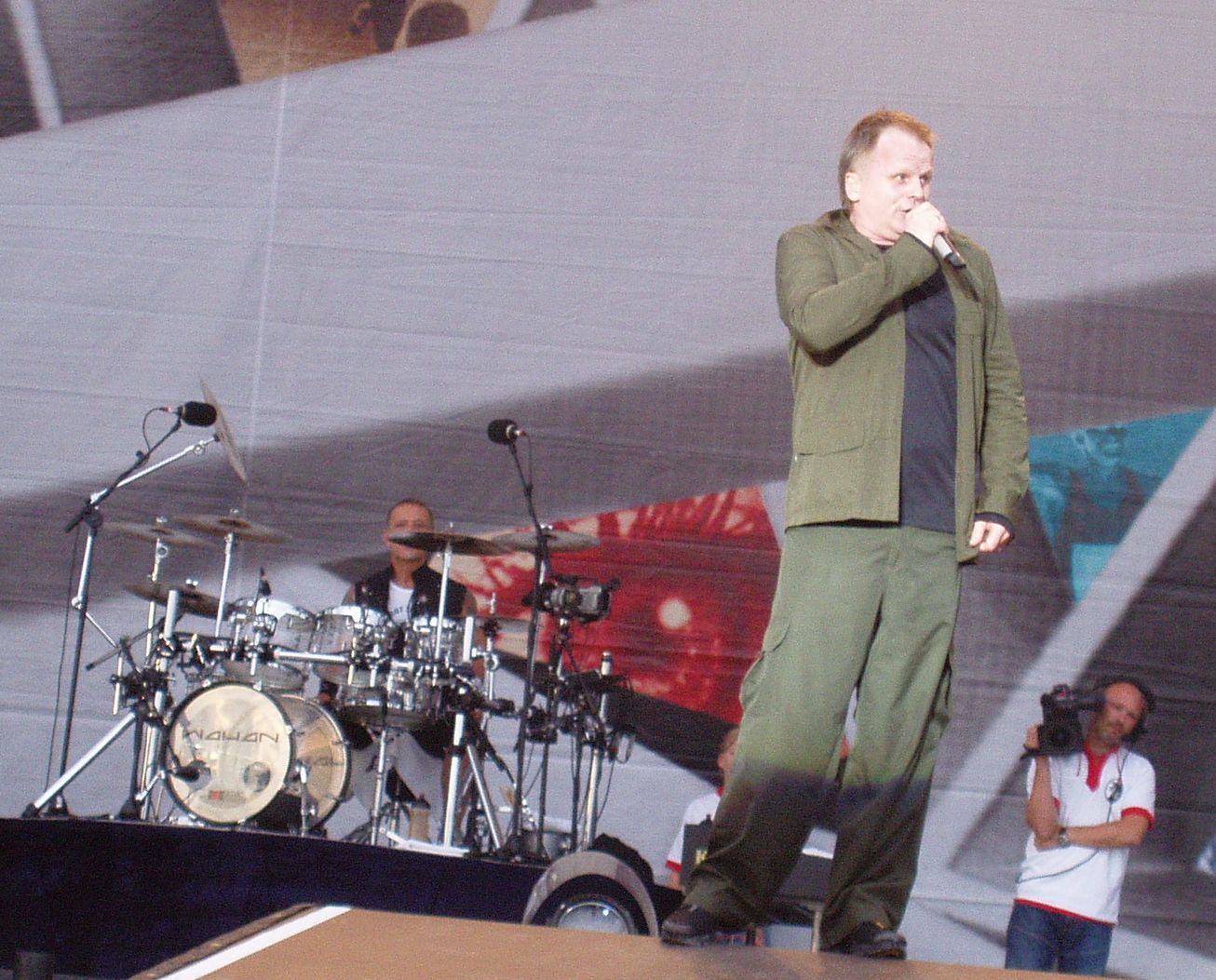
Herbert Grönemeyer in concerto a Friburgo nel 2004

| Titolo              | Anno |
| Grönemeyer          | 1979 |
| Zwo                 | 1980 |
| Total egal          | 1982 |
| Gemischte Gefühle   | 1983 |
| 4630 Bochum         | 1984 |
| Sprünge             | 1986 |
| Ö                   | 1988 |
| Luxus               | 1990 |
| Chaos               | 1993 |
| Bleibt alles anders | 1998 |
| Mensch              | 2002 |
| 12                  | 2007 |
| Schiffsverkehr      | 2011 |
| Dauernd jetzt       | 2014 |

#### Album in inglese
| Titolo          | Anno |
| What's all this | 1988 |
| Luxus           | 1991 |
| Chaos           | 1996 |
| I Walk          | 2012 |

### Album dal vivo
| Titolo            | Anno |
| Grönemeyer live   | 1995 |
| Unplugged Herbert | 1995 |
| Stand der Dinge   | 2000 |
| Mensch live       | 2003 |

### Singoli

#### Singoli in tedesco
| Titolo                          | Anno | Estratto da:        |
| Pompeji                         | 1979 | Grönemeyer          |
| Anna                            | 1982 | Total Egal          |
| Currywurst                      | 1982 | Total Egal          |
| Musik, nur wenn sie laut ist    | 1983 | Gemischte Gefühle   |
| Kaufen                          | 1983 | Gemischte Gefühle   |
| Männer                          | 1984 | Bochum              |
| Alkohol                         | 1984 | Bochum              |
| Flugzeuge im Bauch              | 1984 | Bochum              |
| Kinder an die Macht             | 1986 | Sprünge             |
| Tanzen                          | 1986 | Sprünge             |
| Nur noch so                     | 1986 | Sprünge             |
| Was soll das?                   | 1988 | Ö                   |
| Vollmond                        | 1988 | Ö                   |
| Halt mich                       | 1988 | Ö                   |
| Komet                           | 1988 | Ö                   |
| Deine Liebe klebt               | 1990 | Luxus               |
| Luxus                           | 1990 | Luxus               |
| Marie                           | 1991 | Luxus               |
| Haarscharf                      | 1991 | Luxus               |
| Video                           | 1991 | Luxus               |
| Onur                            | 1991 | Gemischte Gefühle   |
| Chaos                           | 1993 | Chaos               |
| Fisch im Netz                   | 1993 | Chaos               |
| Land unter                      | 1993 | Chaos               |
| Die Härte                       | 1994 | Chaos               |
| Morgenrot                       | 1995 | Chaos               |
| Halt mich (unplugged)           | 1995 | Unplugged Herbert   |
| Ich hab dich lieb               | 1996 | Grönemeyer Live     |
| Bochum (live)                   | 1996 | Grönemeyer Live     |
| Ich will mehr (non amplificato) | 1996 | Unplugged Herbert   |
| Halt mich (dal vivo)            | 1996 | Grönemeyer Live     |
| Land unter (non amplificato)    | 1996 | Unplugged Herbert   |
| Land unter (Versione per danza) | 1996 | Chaos               |
| Bleibt alles anders             | 1998 | Bleibt alles anders |
| Letzte Version                  | 1998 | Bleibt alles anders |
| Nach mir                        | 1998 | Bleibt alles anders |
| Fanatisch                       | 1998 | Bleibt alles anders |
| Stand der Dinge (Promo)         | 1998 | Bleibt alles anders |
| Ich dreh mich um dich           | 1999 | Bleibt alles anders |
| Da Da Da                        | 2000 | Pop 2000            |
| Lächeln (dal vivo)              | 2000 | Grönemeyer Live     |
| Flugzeuge im Bauch (dal vivo)   | 2000 | Grönemeyer Live     |
| Mensch                          | 2002 | Mensch              |
| Der Weg                         | 2002 | Mensch              |
| Demo (Letzter Tag)              | 2003 | Mensch              |
| Zum Meer                        | 2003 | Mensch              |
| Zeit, dass sich was dreht       | 2006 | Nessun album        |
| Lied 1 – Stück vom Himmel       | 2007 | 12                  |
| Lied 3 – Du bist die            | 2007 | 12                  |
| Lied 2 – Kopf hoch, tanzen      | 2007 | 12                  |
| Lied 6 – Leb in meiner Welt     | 2007 | 12                  |
| Glück                           | 2008 | Was muss muss       |
| Komm zur Ruhr                   | 2010 | Nessun album        |
| Schiffsverkehr                  | 2011 | Schiffsverkehr      |
| Fernweh                         | 2011 | Schiffsverkehr      |
| Zu dir                          | 2011 | Schiffsverkehr      |
| Morgen                          | 2014 | Dauernd jetzt       |
| Fang mich an                    | 2015 | Dauernd jetzt       |